# القفول
القفول (به عربی: القفول) یک منطقهٔ مسکونی در بحرین است که در استان عاصمه واقع شده‌است.